# 利伊冰川
65°10′S 63°57′W / 65.167°S 63.950°W

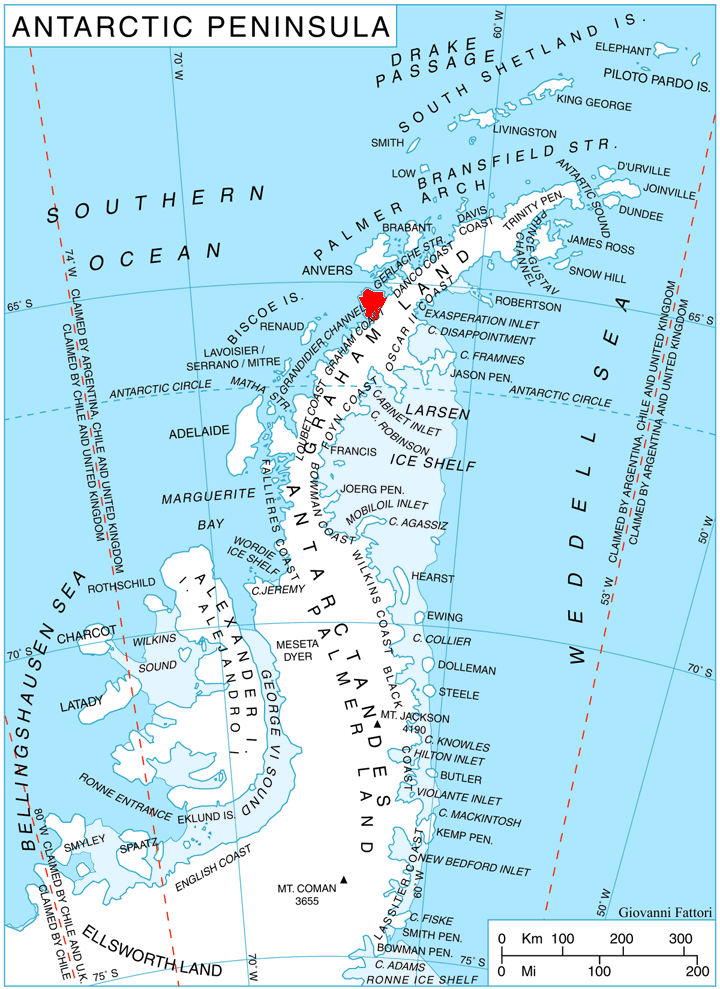

利伊冰川是南極洲的冰川，位於葛拉漢地西岸，最終在霍廷冰川以西注入吉拉德灣，由讓-巴蒂斯特·夏古率領的法國探險隊繪入地圖。

## 外部連結
- SCAR Composite Gazetteer of Antarctica（页面存档备份，存于）.